# Boris Smirnow

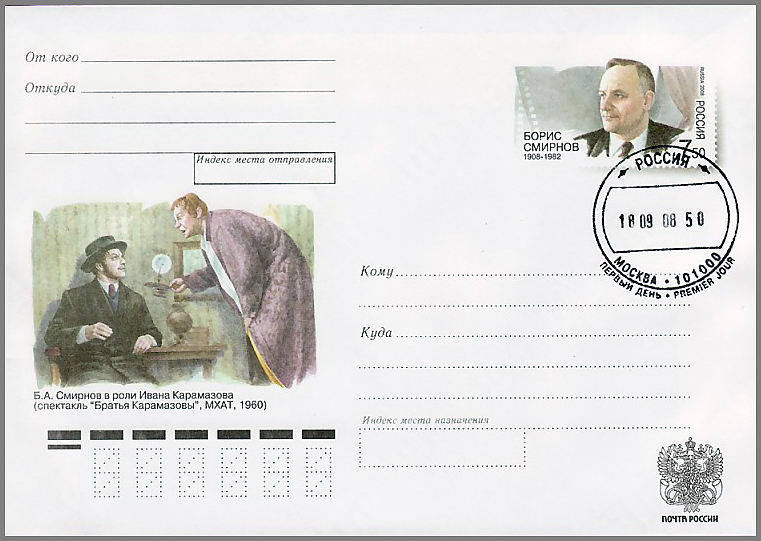
Rosyjska koperta z 2008 roku. 100. rocznica urodzin aktora Borisa Smirnowa. Na kopercie Smirnow w roli Iwana Karamazowa, spektakl Bracia Karamazow, MChAT, 1960.

Boris Aleksandrowicz Smirnow (ros. Борис Александрович Смирно́в; ur. 1908, zm. 1982 w Moskwie) – radziecki aktor filmowy i teatralny.
Pochowany na Cmentarzu Nowodziewiczym w Moskwie.

## Filmografia
- 1967: Kremlowskie kuranty jako Lenin
- 1967: Wojna i pokój jako kniaź Wasilij Kuragin
- 1964: Trzy siostry
- 1960:  Zmartwychwstanie
- 1960: Martwe dusze
- 1958: Troje z lasu
- 1958: Niezłomny jako Lenin
- 1954: Królowa balu
- 1953: Małżeństwo Kreczyńskiego
- 1952: Czarodziej Glinka jako Michaił Glinka
- 1951: Wielka siła jako Żukow
- 1949: Bitwa stalingradzka